# 1227 هـ
1227 هـ هي سنة في التقويم الهجري امتدت مقابلةً في التقويم الميلادي بين سنتي 1812 و1813.

## أحداث
- القوات المصرية تحتل المدينة المنورة.

## مواليد
- حميدة العمالي.
- حمد بن علي بن عتيق
- علي بن محمد بن الحسن البسطامي
- نوفل الطرابلسي

## وفيات
- محسن الأعرجي
- مسعود بن مضيان الظاهري
- درويش نعمان الذكائي، خطاط عراقي.
- عبد الله الشرقاوي، شيخ الجامع الأزهر بمصر.